# Zamek w Wąwolnicy
Zamek w Wąwolnicy – nieistniejący zamek zbudowany w połowie XIV wieku przez króla Kazimierza Wielkiego na Wzgórzu Kościelnym w Wąwolnicy w województwie lubelskim. Zamek służył królowi jako stacja podczas postojów w czasie objazdów po państwie.

## Historia

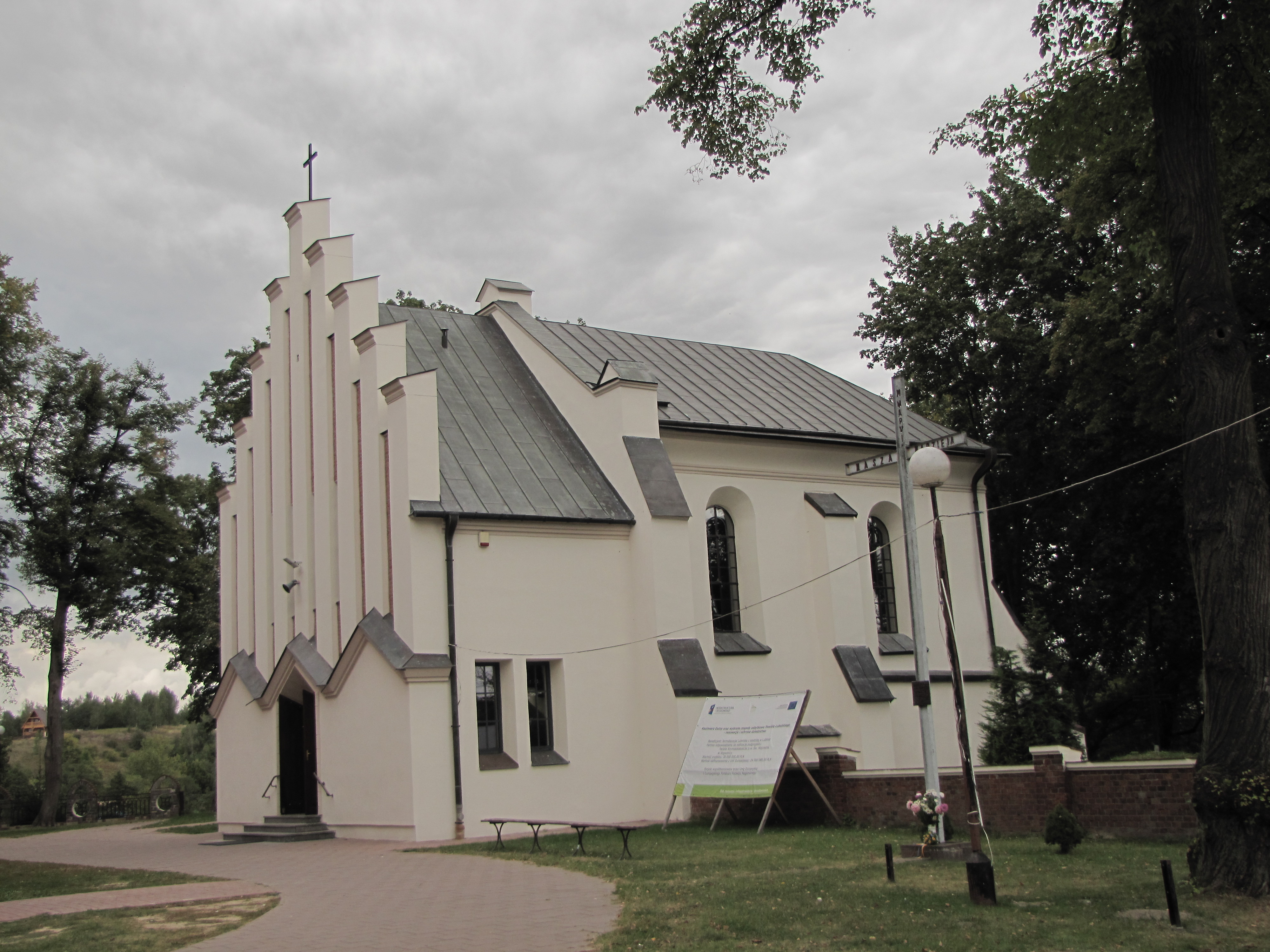
Kaplica zamkowa pw. Matki Boskiej Kębelskiej (dawniej św. Wojciecha)

Zamek jako inwestycja Kazimierza Wielkiego został wymieniony w Kronice katedralnej krakowskiej napisanej przez Janka z Czarnkowa wkrótce po śmierci króla w 1370 roku. Pod 1461 rokiem zamek w Wąwolnicy został odnotowany jako: castrum nostrum Wawelnica w związku z odbywającymi się na zamku posiedzeniami sądowymi lubelskiego kasztelana nad drobną szlachtą. Sądy kasztelana lubelskiego w Wąwolnicy potwierdzone są źródłowo od 1381 roku po 1474 roku. W miejskich zapisach sądowych wymieniony został burgrabia zamku w Wąwolnicy pod rokiem 1496, 1499, 1500. W 1518 roku tenutariusz królewskiego klucza dóbr wąwolnickich – Mikołaj Firlej, otrzymał dodatkowo dzierżawę na dwa lata wąwolnickiej stacji podróżnej mieszczącej się na zamku. Zamek i miasto spłonęły podczas wielkiego pożaru w 1567 roku, w związku z czym przeniesiono miasto na przedmieście, gdzie lokowano je na nowo. Natomiast teren dawnego miasta i zamku stopniowo stawał się własnością opactwa benedyktynów na Łysej Górze. W 1650 roku odnotowano zły stan zabudowań zamkowych. W 1819 roku na mocy bulli papieża Piusa VII zlikwidowano klasztory na Łysej Górze i w Wąwolnicy.
W 1845 roku odnotowano: Miejscowe podanie głosi, że kościół i klasztor przerobiony został ze starego zamku, jakoż dotąd w zabudowaniach klasztornych widać ślady muru ze strzelnicami i obszerniejszego gmachu. Z tego i innych przekazów z XIX wieku wynika, że budynek zamku został przejęty na siedzibę klasztorną benedyktynów, a zabudowania tego klasztoru znajdowały się poza kościołem św. Wojciecha, tj. na północno-wschodniej partii dzisiejszego Wzgórza Kościelnego, gdzie około 1850–1860 po rozbiórce murów zamkowych wzniesiono plebanię.
W latach 1999–2002 archeolog Irena Kutyłowska w północno-wschodniej części Wzgórza odkryła mury sklepionej partii piwnicznej dużej wieży mieszkalno-obronnej przylegającej do nieistniejącego na powierzchni obronnego muru miejskiego Wąwolnicy. Od południa do terenu zamkowego przylegał średniowieczny dwukondygnacyjny kościół św. Wojciecha, rozebrany częściowo w 1907 roku (dolna kondygnacja się zachowała).
Z czasów Kazimierza Wielkiego do czasów współczesnych przetrwała tylko dwupoziomowa kaplica Matki Bożej Kębelskiej (do 1914 roku nosiła wezwanie św. Wojciecha), która wyznacza północno-wschodni narożnik rynku średniowiecznego miasta oraz południowy zasięg zabudowy królewskiego zamku.